# Calanchi di Montenero
Calanchi di Montenero este o arie protejată (arie specială de conservare — SAC, sit de importanță comunitară — SCI) din Italia întinsă pe o suprafață de 121 ha, integral pe uscat.

## Localizare
Centrul sitului Calanchi di Montenero este situat la coordonatele 41°56′51″N 14°47′22″E / 41.9475°N 14.789444°E.

## Înființare
Situl Calanchi di Montenero a fost declarat sit de importanță comunitară în septembrie 1995 pentru a proteja 6 specii de animale. Situl a fost protejat și ca arie specială de conservare în martie 2017.

## Biodiversitate
Situată în ecoregiunea mediteraneană, aria protejată conține 2 habitate naturale: Tufărișuri halo-nitrofile (Pegano-Salsoletea), Pseudostepă cu ierburi și specii anuale de Thero-Brachypodietea.
La baza desemnării sitului se află mai multe specii protejate:
- păsări (3): fâsă-de-câmp (Anthus campestris), erete vânăt (Circus cyaneus), gaia roșie (Milvus milvus)
- mamifere (1): liliac comun (Myotis myotis)
- nevertebrate (1): Euplagia quadripunctaria
- reptile (1): țestoasă bănățeană (Testudo hermanni)

Pe lângă speciile protejate, pe teritoriul sitului au mai fost identificate 5 specii de plante.